# Морская радиоэлектронная аппаратура
Морская радиоэлектронная аппаратура (морские радиэлектронные средства) — радиоэлектронная аппаратура (РЭА), предназначенная для эксплуатации в морской среде.

## Классификация по странам

### Морская радиоэлектронная аппаратура ВМС СССР
C 1927 года по 1934 год советская промышленность стала производить комплексные системы радиовооружения «Блокада-1», предназначенные для кораблей и береговых постов. Выпускалось следующие типы радиостанций:
- 7 типов длинно- и средневолновых
- 2 типа коротковолновых
- 1 тип ультракоротковолновых радиостанций
- 4 типа радиоприёмников

Также на советских кораблях «Ураган», «Шторм», «Шквал», «Бриз», «Бухта», «Рейд», приёмники «Ветер», «Якорь», «Дозор», «КУБ-4» и др.
Для передачи результатов наблюдения 24 июля 1941 года между крейсером «Молотов» Черноморского флота, штабом флота и командным пунктом противовоздушной обороны Севастополя была установлена прямая телефонная связь с помощью первой корабельной радиолокационной станции (РЛС) «Редут-К», которая позволяла обнаруживать самолёты на расстоянии до 120 км и одновременно слежение за 7-8 авиационными группами, что позволило успешно применять огневые средства ПВО.
В марте 1944 года была испытана РЛС «Гюйс». Испытания проводились в боевых условиях на эсминце «Громкий» Северного флота. После того, как последующие модификации РЛС «Гюйс-1М» и РЛС «Гюйс-1 Б» успешно прошли испытания, они были приняты на вооружение и стали выпускаться серийно.
В 1948 году совместно с РЛС «Риф» прошла государственные испытания на Черноморском флоте (крейсер «Молотов») и была принята на вооружение советского Военно-Морского Флота РЛС «Гюйс-2». Разработка РЛС «Гюйс-2» велась под руководством А. И. Патрикеева. Серийный выпуск станции вёлся на заводе № 703 (современный завод «Салют»)".
В 1970 году Ижевский радиозавод впервые в СССР изготовил спутниковую корабельную навигационную аппаратуру, которая обеспечивала стометровую точностью привязки кораблей по сигналам спутниковой системы «Циклон». Применены элементы микропрограммирования.

### Морская радиоэлектронная аппаратура ВМС Российской Федерации
На большие противолодочные корабли проекта 1155 и эскадренные миноносце проекта 956 устанавливалась трёхкоординатная РЛС корабельного базирования Фрегат. РЛС имела ряд модификаций, в том числе «Фрегат-М» и «Фрегат-МА».

### Морская радиоэлектронная аппаратура ВМС США
Основой боевой информационно-управляющей системы «Иджис» (Aegis) является многофункциональная РЛС с фазированной антенной решёткой (ФАР) AN/SPY-1. РЛС выполняет поиск по азимуту и углу места, захват, классификацию и сопровождение целей, командное управление зенитными ракетами на стартовом и маршевом участках траектории. Централизация всех этих функций в одной системе позволило сократить число радаров, уменьшить взаимные помехи, увеличить количество сопровождаемых и обстреливаемых целей (250 и 20 соответственно). AN/SPY-1 устанавливается на американские корабли класса «Тикондерога» (CG-47) и «Арли Бёрк» (DDG-51), а также корабли других стран.

### Морская радиоэлектронная аппаратура ВМС Австралии и Новой Зеландии
С 2004 года по 2006 год фрегаты типа «Анзак» были дополнительно оснащены подкильной трёхкоординатной гидроакустической станцией «Петрел». Её разработчиком стало австралийское отделение компании «Талес».

## Спасательное радиоэлектронное оборудование

### Оборудование GMDSS
После введения международной системы GMDSS (англ. Global Maritime Distress and Safety System), которая использует современные наземные, спутниковые и судовые системы радиосвязи, все суда, подпадающие под действие Международной Конвенции о безопасности жизни на море, должны иметь на борту следующую радиоэлектронную аппаратуру:
- УКВ р/ст с ЦИВ (цифровой избирательный вызов) сн70-А1;А1А2;А1А2А3;А1А2А3А4
- ПВ р/ст с ЦИВ f=2187,5кГц А1;А2;А1А2А3;А1А2А3А4
- EPIRB-40 cospas-sarsat A1;А2;А1А2А3;А1А2А3А4
- РПУ NAVTEX f=512кГц А1;А2;А1А2А3А4 А1А2А3А4-районы плавания
- Судовая станция-INMARSAT-C c РПУ расширенного группового вызова. Системы GPS
- Радиолокационный ответчик SART-9,0ГГц
- Р/ст для двухсторонней связи для спас-средств сн16,13,6

Морской район А3 может иметь ПВ,КВ Р/ст в диапазоне частот f=1605-27500кГц

### Радиолокационный спасательный ответчик

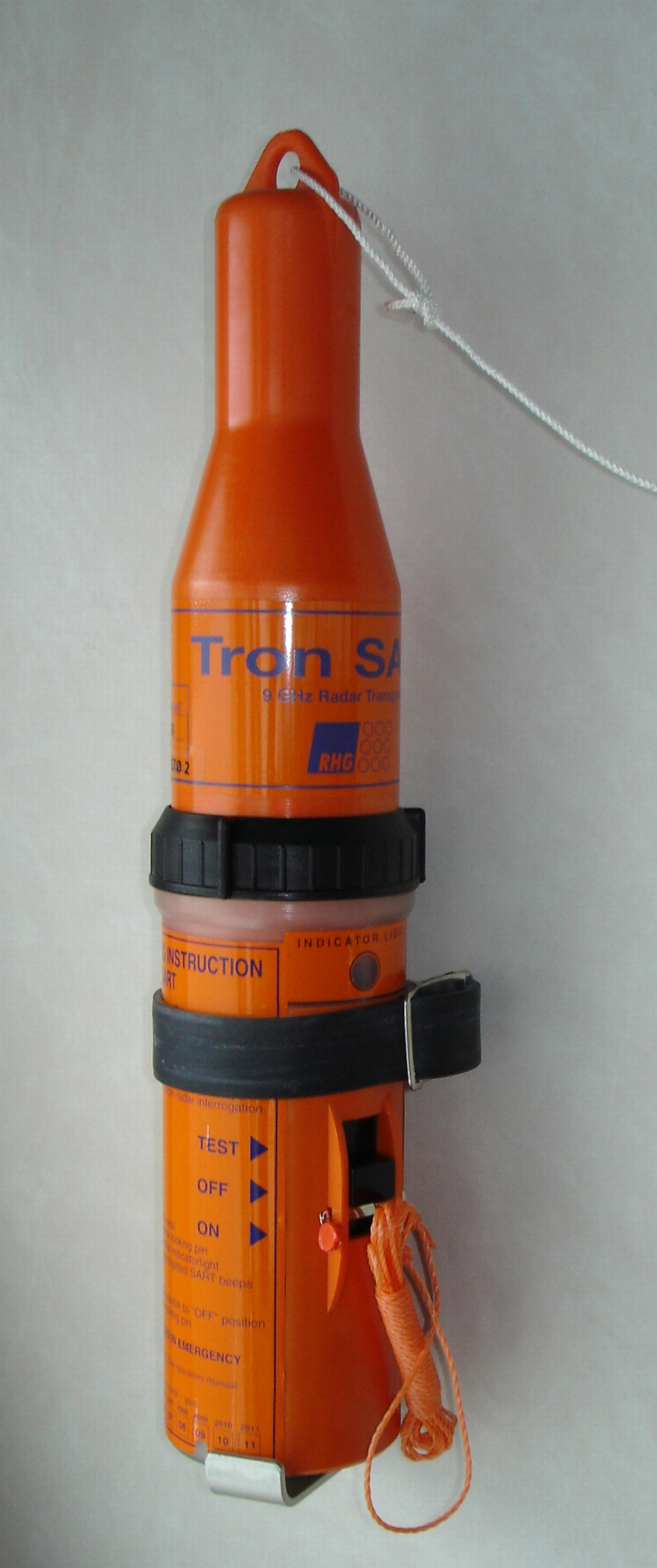
Приемопередатчик SART, производства компании Jotron

Радиолокационный спасательный ответчик — радиоэлектронное устройство, приемопередатчик, являющийся частью ГМССБ предназначен для обеспечения определения местоположения объектов, которые терпят бедствие, путём передачи сигналов радиолокационным станциям.
Используется для ближнего, в пределах 8 морских миль, наведения спасательных служб. Приемопередатчик работает на частоте 9 ГГц. Включается в работу в ручном режиме. При облучении передатчика радаром выдает на дисплее радара сигнал, легко поддающийся идентификации и показывающий пеленг на него.
Согласно требованию конвенции СОЛАС на судах валовой вместимостью до 500 тонн должен быть как минимум один радиолокационный ответчик, на судах свыше 500 тонн — как минимум два.

## Характеристики
Морская РЭА способна выдерживать:
- ударные перегрузки, которые возникают при ударах волн;
- линейные ускорения при качке;
- изменение температуры, характерные для морской среды

Морская РЭА устойчива к коррозии и плесени. Она также является водо- и брызгозащищённой из-за возможности шторма и чрезвычайной ситуации.
Уровень унификации и типизации морской РЭА очень высок. Это связано с тем, что в продолжительном автономном плавании должна существовать возможность ремонта РЭА без захода на базу.
Требования к ЭМС морской РЭА повышены.

## Размещение
При повышении тоннажа надводных судов и кораблей устройство морской РЭА приближается к устройству аналогичной наземной РЭА. Отличия в основном будут состоять в наличии водо- и брызгозащитных устройств и амортизаторов.
Требования к РЭА судов и кораблей с малым тоннажем жёстче, чем к авиационной РЭА. На подводных лодках к РЭА предъявляются требования по размерам и форме стоек.